# Contea di Cass (Texas)
La contea di Cass (in inglese Cass County) è una contea dello Stato del Texas, negli Stati Uniti. La popolazione al censimento del 2000 era di 30 464 abitanti Il capoluogo di contea è Linden. La contea prende il nome da Lewis Cass, un senatore del Michigan che ha favorito l'annessione del Texas.

## Storia
Cass County è stata costituita nel 1846, dalla separazione di alcune sezioni della Contea di Bowie. Il nome della contea deriva da Lewis Cass, governatore territoriale del Territorio del Michigan, rappresentò lo Stato, entrato nella Federazione, al Senato; inoltre si candidò alla presidenza nel 1848.

## Geografia fisica
Secondo l'Ufficio del censimento degli Stati Uniti d'America la contea ha un'area totale di 960 miglia quadrate (2500 km²), di cui 937 miglia quadrate (2430 km²) sono terra, mentre 23 miglia quadrate (60 km², corrispondenti al 2,4% del territorio) sono costituiti dall'acqua.

### Contee adiacenti
- Bowie County (nord)
- Miller County (nord-est)
- Parrocchia di Caddo (sud-est)
- Marion County (sud)
- Morris County (ovest)

### Strade principali
- U.S. Highway 59
- Interstate 369 (in costruzione)
- State Highway 8
- State Highway 11
- State Highway 77
- State Highway 155
- Farm to Market Road 248
- Farm to Market Road 250

### Aree protette
- Atlanta State Park

## Educazione
| Anno | Popolazione | ±%     |
| ---- | ----------- | ------ |
| 1850 | 4 991       |        |
| 1860 | 8 411       | 68,5%  |
| 1870 | 8 875       | 5,5%   |
| 1880 | 16 724      | 88,4%  |
| 1890 | 22 554      | 34,9%  |
| 1900 | 22 841      | 1,3%   |
| 1910 | 27 587      | 20,8%  |
| 1920 | 30 041      | 8,9%   |
| 1930 | 30 030      | 0,0%   |
| 1940 | 33 496      | 11,5%  |
| 1950 | 26 732      | −20,2% |
| 1960 | 23 496      | −12,1% |
| 1970 | 24 133      | 2,7%   |
| 1980 | 29 430      | 21,9%  |
| 1990 | 29 982      | 1,9%   |
| 2000 | 30 438      | 1,5%   |
| 2010 | 30 464      | 0,1%   |

I seguenti distretti scolastici servono Cass County:
- Atlanta ISD
- Avinger ISD (piccola parte nella Contea di Marion)
- Bloomburg ISD
- Hughes Springs ISD (piccola porzione nella Contea di Morris)
- Linden-Kildare CISD
- McLeod ISD
- Marietta ISD
- Queen City ISD
- Pewitt CISD (soprattutto nella Contea di Morris, in piccola parte nella Contea di Titus)

## Amministrazione
Lo sceriffo della contea è Larry Rowe. La giudice è Becky Wilbanks.

## Nella cultura di massa
Il quinto album di Donald Hugh Henley Cass County è appunto il nome di questa contea del Texas orientale dove Henley è cresciuto.